# 普满乡
普满乡，是中华人民共和国湖南省郴州市嘉禾县下辖的一个乡镇级行政单位。

## 行政区划
普满乡下辖以下地区：
普满社区、普满村、雷家村、曾家村、板山村、车业村、桃元坪村、石角塘村、太平村、向阳村、大元山村、下庄村、路下坪村、下午坪村、茶坞村、旨贝村和板贝村。